# География Кыргызстана
Кыргызстан — страна в Центральной Азии, не имеющая выхода к морю. Национальная территория простирается примерно на 925 км с востока на запад и 454 км с севера на юг.
Кыргызстан граничит на востоке и юго-востоке с Китаем, на севере с Казахстаном, на западе с Узбекистаном и на юге с Таджикистаном. Границы с Узбекистаном и Таджикистаном в Ферганской долине достаточно труднопроходимые. Одним из следствий сталинского разделения Центральной Азии на пять республик является то, что многие этнические киргизы не проживают в Кыргызстане. Были созданы три анклава, которые юридически являются частью территории Кыргызстана, но географически удалены на несколько километров: два в Узбекистане и один в Таджикистане.
В рельефе Кыргызстана преобладают Тянь-Шаньская и Памирская горные системы, которые вместе занимают около 65 % национальной территории. Часть Алайского хребта доминирует на юго-западном полумесяце страны, а на востоке главный Тянь-Шаньский хребет проходит вдоль границы между Южным Кыргызстаным и Китаем, а затем простирается дальше на восток в Синьцзян-Уйгурский автономный район Китая. Средняя высота территории Кыргызстана составляет 2750 метров, начиная от 7439 м на Пике Победы до 394 метров в Ферганской долине недалеко от города Ош. Почти 90 % территории страны находится более 1500 метров над уровнем моря.

## Топография и дренаж
Горы Кыргызстана геологически молоды, так что физический рельеф местности отмечен резко приподнятыми вершинами, разделёнными глубокими долинами. Существует также значительное оледенение, самый большой из которых — ледник Иныльчек. По оценкам, 6500 отдельных ледников Кыргызстана вмещают около 650 кубических километров воды и покрывают 8048 квадратных километров или 4,2 % территории Кыргызстана. Только вокруг Чуйской, Таласской и Ферганской долин есть относительно ровные земли, пригодные для крупномасштабного земледелия.
Поскольку высокие пики выполняют функцию улавливания влаги, Кыргызстан относительно хорошо орошается стоками, которые спускаются с них. Однако ни одна из рек Кыргызстана не является судоходной. Большинство из них — небольшие быстрые стоки. Большинство рек Кыргызстана являются притоками Сырдарьи, которая имеет свои верховья в западной части Тянь-Шаня вдоль китайской границы. Ещё одна крупная система стока образует реку Чуй, которая возникает на севере Кыргызстана, затем течёт на северо-запад и исчезает в пустынях Южного Казахстана. Иссык-Куль является вторым по величине водоёмом в Центральной Азии после Аральского моря, но солёное озеро неуклонно сокращается, а его минеральное содержание постепенно растёт. В Кыргызстане насчитывается около 2000 озёр общей площадью 7000 км², в основном расположенных на высотах от 3000 до 4000 метров. Однако только три крупнейших из них занимают более 100 км² каждый. Второе и третье по величине озёра, Сонкёль и Чатыр-Куль (последнее из которых также солёное), расположены в бассейне реки Нарын.
Стихийные бедствия были частыми и разнообразными. Чрезмерный выпас скота и вырубка лесов на крутых горных склонах привели к увеличению числа оползней и лавин, которые изредка поглощали целые деревни. В августе 1992 года в результате сильного землетрясения несколько тысяч человек остались без крова в юго-западном городе Джалал-Абад.

## Климат
Климат республики достаточно разнообразен. Продолжительность солнечного сияния колеблется от 2500 до 2750 часов в год, уменьшаясь лишь в узких замкнутых долинах. Максимальная продолжительность солнечного дня изменяется от 9 часов в декабре до 15 часов в июле, но фактический суточный максимум не превышает соответственно 5-6 и 12 часов.
Ветровой режим различных районов разнообразен, что обусловлено орографией, а в высокогорных районах — циркуляцией свободной атмосферы. Под влиянием рельефа развиты местные горно-долинные ветры.
Осадки неравномерно распределяются по территории, что связано с большим разнообразием местных физико-географических условий, а также частотой повторения и интенсивностью некоторых атмосферных процессов. Наибольшее количество осадков выпадает на склонах хребтов, ориентированных на запад и юго-запад и являющихся барьером для воздушных масс, переносящих влагу. Несколько больше влаги получают также северные склоны широтно-вытянутых хребтов. Количество осадков достигает там 400—500 мм в год, возрастая с высотой до 900 и более мм. Внутренние районы, заслонённые высокими хребтами, получают меньшее количество осадков: от 100 мм внутри этой области до 300—400 мм к периферийным её частям.
По среднегодовой амплитуде температуры (разнице между средними месячными температурами наиболее холодного и наиболее теплого месяцев) большинство районов относятся к территориям с умеренно континентальным и континентальным климатом. Лишь в ряде высокогорных котловин климат резко континентальный, а побережье озера Иссык-Куль имеет климат с чертами морского. Максимальная амплитуда температур отмечена в нижней части Чуйской долины — 86,9 °C, а наименьшая — в Иссык-Кульской котловине — 48,9 °C. Период с положительной среднесуточной температурой длится от 13 дней в высокогорной зоне до 250—310 дней в нижних зонах. Наибольшая продолжительность безморозного периода (160—180 дней) наблюдается в Иссык-Кульской котловине. Во Внутреннем Тянь-Шане на высотах свыше 2800 м н. у. м. безморозный период отсутствует. Годовой минимум температуры колеблется от −18,3 °C (станция Тамга) до −53,6 °C (станция Аксай во Внутреннем Тянь-Шане). Абсолютный максимум температур зафиксирован в Чуйской долине (43,6 °C), в то время как во Внутреннем Тянь-Шане он не превышает 21 °C (станция Тянь-Шань).
По характеру снежного покрова территория Киргизии делится на 4 зоны: с постоянным залеганием снежного покрова, с устойчивым снежным покровом, с неустойчивым снежным покровом, с отсутствием снежного покрова.

## Полезные ископаемые
Минерально-сырьевую базу страны составляют месторождения благородных, цветных и редких металлов, нерудного сырья, топливно-энергетических ресурсов. Киргизия обладает значительным потенциалом по многим видам природного минерального сырья. На её территории выявлено несколько тысяч различных месторождений и рудопроявлений рудных и нерудных полезных ископаемых. В числе основных видов полезных ископаемых: золото, ртуть, сурьма, редкие земли, олово, вольфрам, уголь, нерудное сырьё.

#### Золото
К настоящему времени на территории республики найдено около 2500 коренных проявлений золота. Абсолютное большинство их очень мелкие, не представляющие промышленного интереса. Общие балансовые запасы золота республики составляют более 500 тонн.
В 1992 году было открыто крупнейшее месторождение золота в Кумторе (кирг. Кум-Төр; 7-е место в мире по запасам золота), разработка началась в 1996 году. Месторождение Кумтор расположено в Жети-Огузском районе, Иссык-Кульской области.
В настоящее время эксплуатируются Макмал, Кумтор, Солтон-Сары, Терек, Тереккан, Жамгыр, Иштамберды.

#### Сурьма
Сурьмяный потенциал республики сосредоточен в 7 месторождениях (264 000 т).
Кадамжайский сурьмяной комбинат является крупнейшим в республике, был введён в эксплуатацию в 1936 году. Исторически комбинат был крупнейшим в СССР по производству металлической сурьмы и считался одним из крупнейших в мире заводов такого профиля: до 1991 года выпуск продукции достигал 17 000 т в год (10 % мирового производства). Продукция промышленного комплекса была представлена 14 видами металлической сурьмы и её соединений. С открытием Кадамжайского сурьмяного комбината СССР отказался от импорта сурьмы и полностью перешёл на свою собственную. Долгое время производимая на этом комбинате сурьма была мировым эталоном этого металла.

#### Ртуть
Киргизия относится к числу стран располагающих значительными запасами ртути, также страна занимает второе место по производству ртути в мире после Китая. В республике эксплуатируется два месторождения ртути: Айдаркен (ранее Хайдаркан) и Новое.
В годы Великой Отечественной войны, когда Никитовский ртутный комбинат в Донбассе оккупировали немецкие войска, обеспечение страны металлической ртутью полностью перешло на рудники Айдаркена и Чаувая. На базе сурьмяно-ртутном месторождении Айдаркен и Новое в течение более чем 70 лет работает Айдаркенский ртутный комбинат.

## Экологические проблемы
Кыргызстан был избавлен от многих огромных экологических проблем, с которыми сталкиваются его центральноазиатские соседи, прежде всего потому, что его назначенные роли в советской системе не включали ни тяжёлую промышленность, ни крупномасштабное производство хлопка. Кроме того, экономический спад начала 90-х годов привёл к ослаблению некоторых из наиболее серьёзных последствий промышленной и сельскохозяйственной политики. Тем не менее Кыргызстан имеет серьёзные проблемы из-за неэффективного использования и загрязнения водных ресурсов, деградации земель и неправильной сельскохозяйственной практики.
Стихийные бедствия: подверженность землетрясениям, крупным наводнениям во время таяния снега и ледников.

### Гидроресурсы
Несмотря на то, что Кыргызстан имеет большое количество воды, проходящей через него, его водоснабжение определяется постсоветским соглашением о разделе между пятью центральноазиатскими республиками. Как и в советское время, Кыргызстан имеет право на 25 % воды, берущей начало на его территории, но новое соглашение позволяет Туркмении и Узбекистану неограниченно использовать воду, которая поступает в них из Кыргызстана, без компенсации стране у источника. Кыргызстан использует всю сумму, на которую соглашение даёт право, но использование сильно искажено в пользу сельскохозяйственного орошения. В советское время Киргизская ССР и Таджикская ССР делились своими богатыми водными ресурсами с Казахской ССР и Туркменской ССР летом, а эти две республики делили нефть и газ с Кыргызстаном и Таджикистаном зимой. По мнению Международной кризисной группы, существующая в настоящее время асимметричная система может привести к необратимой региональной дестабилизации, и её необходимо решать международным субъектам во избежание кризиса в Центральной Азии. В 1994 году на долю сельского хозяйства приходилось около 88 % общего потребления воды по сравнению с 8 % в промышленности и 4 % в муниципальных системах водоснабжения. По мнению экспертов Всемирного банка, Кыргызстан имеет достаточный запас высококачественной воды для будущего использования при условии рационального использования ресурсов.
Орошение крайне расточительно из-за устаревшей и плохо поддерживаемой распределительной инфраструктуры. В 1993 году лишь 5 % необходимых расходов на ремонт было выделено. В целом, около 70 % водопроводных сетей страны нуждается в ремонте или замене. Качество питьевой воды из этой стареющей системы контролируется слабо — из-за нехватки средств резко сократился штат водохозяйственного персонала. Кроме того, нет денег, чтобы купить новое оборудование, когда это необходимо. Некоторые водоносные горизонты вблизи промышленных и горнодобывающих центров загрязнены тяжёлыми металлами, нефтью и санитарными отходами. Кроме того, многие населённые пункты полагаются на поверхностные источники, что делает пользователей уязвимыми для сельскохозяйственного стока и отходов животноводства, которые постепенно просачиваются вниз с поверхности. К районам с низким качеством воды относятся густонаселённые районы Чуйской долины и Ошской и Джалал-Абадской областей, а также районы вдоль рек, впадающих в Иссык-Куль.
В городах, сбор сточных вод обеспечивает около 70 % поставок воды. Хотя в городах есть оборудование для биологической очистки, до 50 % такого оборудования считается неэффективным. Основными источниками токсичных отходов в водоснабжении являются ртутный комбинат в Хайдаркане; сурьмяная шахте в Кадамжае; урановый рудник «Каджи Сай», который прекратил добычу в 1967 году, но который продолжает вымывать токсичные вещества в близлежащий Иссык-Куль; Кара-Балтинский цех по обогащению урана; Мин-Кушское хранилище отходов; и Киргизский горно-металлургический комбинат в Орловке.

## Рельеф
Территория Кыргызстана расположена в пределах двух горных систем. Северо-восточная её часть (большая) лежит в пределах Тянь-Шаня, юго-западная — Памиро-Алая. Границы Кыргызстана проходят на большом протяжении по гребням высочайших хребтов и лишь на севере и юго-западе — по подножиям гор и предгорным равнинам (Чуйская долина, окраины Ферганской долины).

## Горы
Вся территория республики лежит выше 500 м над уровнем моря; более половины её располагается на высотах от 1000 до 3000 м и примерно треть — на высотах от 3000 до 4000 м. Горные хребты занимают около четверти территории и простираются параллельными цепями в основном в широтном направлении. На востоке главные хребты Тянь-Шаня сближаются в районе Меридионального хребта, создавая мощный горный узел. Здесь (на границе с Китаем) поднимается пик Победы (7439 м).
Важнейшие орографические элементы:
- массив Акшийрак,
- хребет Какшаал-Тоо (высшая точка — пик Данкова, 5982 м),
- хребет Терскей Ала-Тоо,
- хребет Кюнгёй-Ала-Тоо,
- Киргизский хребет,
- Ферганский хребет.

Западная часть Киргизии расположена в пределах Западного Тянь-Шаня. Его важнейшие орографические элементы:
- Таласская долина,
- хребет Таласский Ала-Тоо,
- Чаткальский хребет.

На юго-западе в пределы Киргизии входят северная, восточная и южная окраины Ферганской котловины с предгорьями.
На юге к Киргизии относятся северный склон Туркестанского хребта, Алайский хребет, Алайская долина и северный склон Заалайского хребта (Пик Ленина, 7134 м), составляющего северную окраину Памира.

## Гидрография
На северо-востоке находится одна из основных достопримечательностей Кыргызстана — горное озеро Иссык-Куль, на берегу которого расположены многочисленные дома отдыха и туристические базы. Озеро находится в Иссык-Кульской котловине, между хребтами Терскей Ала-Тоо (с юга) и Кюнгёй-Ала-Тоо (с севера). Другие крупные высокогорные озёра — Сонг-Кёль и Чатыр-Кёль.

## Районирование
Географически Кыргызстан разделён на две части — юг (Баткенская, Ошская и Джалал-Абадская области) и север (Таласская, Чуйская, Иссык-Кульская и Нарынская обл.). Обособленные друг от друга горными хребтами, эти регионы имеют некоторые различия экономического и демографического характера. Северный регион (особенно Чуйская обл.) более развит индустриально, на юге преобладает сельское хозяйство. Земельных ресурсов на юге меньше, вследствие этого плотность населения выше. Северный и южный регионы соединены высокогорными автодорогами, авиасообщением и каналами связи.

## Флора и фауна
Леса занимают 3,5 % от общей площади страны (7041 км² на 1 января 2017).
Кыргызстан насчитывает более 4 тыс. видов сосудистых растений. В редколесьях на высоте 2000—2500 м произрастают различные виды трав и растений, в том числе ель тянь-шаньская, эдельвейс.
Животный мир представлен более, чем 500 видами позвоночных животных (из них 335 видов птиц и 49 видов рыб) и 3 тыс. видами насекомых, многие из которых являются редкими и занесены в Красную книгу. В кипарисовых лесах Тянь-Шаня встречаются стада архаров, маралов, а также обитают эндемичные тяньшанский бурый медведь и сурок Мензбира. В горных долинах обитают лисы, волки, суслики и мелкие млекопитающие, такие как тушканчики и пищухи, горные реки богаты форелью.
Снежные барсы, обитающие преимущественно в высокогорье, в прошлом населяли большую часть страны, но на сегодняшний день популяция вида ограничена. Айгуль, или лунный цветок — травянистое растение, эндемик юга Киргизии, вид рода Рябчик.
Впервые исчезающие виды животных и растений Кыргызстана занесли в Красную книгу СССР в 1978 году. В последующие годы список расширялся, а сведений о находящихся под угрозой исчезновения видах становилось больше, и в 1985 году была издана Красная книга Киргизской ССР. Затем, в 2006 году она была переиздана в Красную книгу Кыргызстана.

## Особо охраняемые природные территории
В Кыргызстане существует 88 особо охраняемых природных территорий (ООПТ) различного статуса: природные заповедники, природные парки, заказники, биосферные территории. Общая площадь ООПТ составляет 1 476 121,6 га, или 14 761,21 км² (7,38 % от площади республики). Так, на сегодняшний день функционируют:
- 10 природных заповедников (509 952,7 га);
- 13 природных парков (724 670,2 га);
- 64 заказника (из них 8 лесных, 23 ботанических, 2 комплексных и 12 охотничьих (зоологических), 19 геологических (общая площадь которых 241 498,7 га));
- 1 биосферная территория (4 314 400 га).

В 1998 году была образована биосферная территория «Иссык-Куль» на площади 4 314 400 га (административная территория Иссык-Кульской области), которая по действующему законодательству приравнивается к статусу охраняемых природных территорий на национальном уровне с особым режимом охраны. С 2001 года решением ЮНЕСКО биосферная территория «Иссык-Куль» была включена во всемирную сеть биосферных резерватов.
К заповедным территориям республики, имеющим международное значение относятся: Иссык-Кульский заповедник, который с 1976 года вместе с озером Иссык-Куль включён в Международный список водно-болотных угодий Рамсарской конвенции, как место отдыха на пролёте и зимовки водоплавающих и околоводных птиц. В данный список также включены озёра Чатыр-Куль (2005 год) и Сон-Куль (2011 год) Каратал-Жапырыкского заповедника, являющийся местом гнездования горного гуся — вида занесенного в международную Красную книгу МСОП, а обитающие здесь две птицы, лебедь-кликун и журавль красавка, занесены в Красную книгу Кыргызстана.
Сары-Челекский государственный биосферный заповедник в 1979 году решением программы ЮНЕСКО «Человек и биосфера» был включён в международную сеть биосферных резерватов. Здесь осуществляется мониторинг всего природного объекта и комплекса. На территории заповедника оборудован и функционирует метеопост.